# 러키☆스타 포켓 토라베라~즈
《러키☆스타 포켓 토라베라~즈》(らき☆すた ポケットとらべら〜ず)는 요시미즈 카가미의 《러키☆스타》를 원작으로 아카리 류류우가 월간 콤프에이스에 연재했으며 현재 단행본화된 일본의 만화 작품이다.

## 개요
아키하바라에 쇼핑하러 갔다 돌아온 코나타 일행. 자기도 모르게 잠들었다가 깨어나 보니 4명의 몸이 피규어 사이즈만큼 작아졌다.

## 등장인물
- 이즈미 코나타
- 히이라기 카가미
- 히이라기 츠카사
- 타카라 미유키
- 이와사키 미나미
- 코바야카와 유타카
- 타무라 히요리
- 패트리시아 마틴
- 이즈미 소지로

## 특전
본지 구입시 특정의 점포에서만 구입 특전이 붙는다. 게이머즈에는 큰 히이라기 카가미와 작은 이즈미 코나타의 일러스트가 들어간 흑백의 쪽지. 토라노아나에서는 큰 히이라기 츠카사와 작은 이즈미 코나타의 일러스트가 들어간 흑백의 쪽지로 되어있으며 원더 구 타카스점(나고야점)에서는 큰 이즈미 코나타와 작은 히이라기 카가미의 일러스트가 들어간 풀 컬러의 포스트 카드 사양의 종이가 각각 구입 특전으로서 있다. 또, 씌인 코멘트에도 차이가 있는데 게이머즈의 특전이 한마디가 더 많다.

## 단행본 정보
카도카와 코믹스, 전 1권, 2008년 10월 10일 초판 발행 ISBN 978-4-04-854247-0